# Bridei I dei Pitti
Bridei, figlio di Maelchon (... – 584 o 586), è stato re dei Pitti dal 560 fino alla morte.
Viene menzionato per la prima volta negli annali irlandesi per gli anni 558–560. Non è certo se fosse già cristiano o se sia stato convertito da San Columba. Si discute se egli fosse o meno l'unico sovrano in Pittavia. La morte di Galam - definito "Cennalath, re dei Pitti" - viene riportata per l'anno 580 dagli Annali dell'Ulster, cioè quattro anni prima della morte di Bridei. Nella Vita di San Columba, Adomnán di Iona menziona la presenza di un "sub-re delle Orcadi" alla corte di Bridei. E durante il suo regno vengono ricordate due spedizioni nelle Orcadi nel 580 e nel 581. Il suo regno potrebbe essersi trovato in quello che poi fu Fortriu. Forse la sua principale corte era a Craig Phadrig, nell'ovest dell'odierna Inverness. Morì negli anni ottanta del VI secolo, forse combattendo contro Pitti rivali nel Circinn, un'area corrispondente al Mearns. Gli succedette Gartnait figlio di Domelch. Secondo alcuni storici come John Morris, Bridei era figlio di Maelgwn Hir ap Cadwallon, re del Gwynedd.